# Pentaquina
La Pentaquina es un compuesto químico que se empleó como producto farmacológico en el tratamiento del paludismo (tipo vivax) en los soldados durante la Segunda Guerra Mundial. Finalmente se retiró de los botiquines militares debido a su toxicidad. Es un producto derivado de la plasmoquina («naftoato de pamaquina). En los primeros tratamientos contra la hipertensión se recetó como un medicamento hipotensivo. Finalmente se abandonó por sus nocivos efectos secundarios